# Lente (geometria)

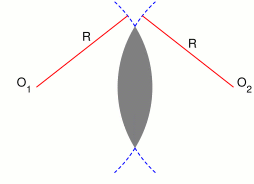
Una lente formata da 2 archi circolari di raggio R e centri O_{1} e O_{2}

In geometria piana, una lente è un insieme convesso delimitato da 2 archi circolari uniti tra di loro sulle rispettive estremità. Affinché tale forma sia convessa, entrambi gli archi devono tendere verso l'esterno. La lente può essere originata dall'intersezione di 2 dischi circolari, oppure dall'unione di 2 segmenti circolari (regioni tra la corda di un cerchio e il cerchio stesso), uniti lungo una corda comune.

## Casi speciali

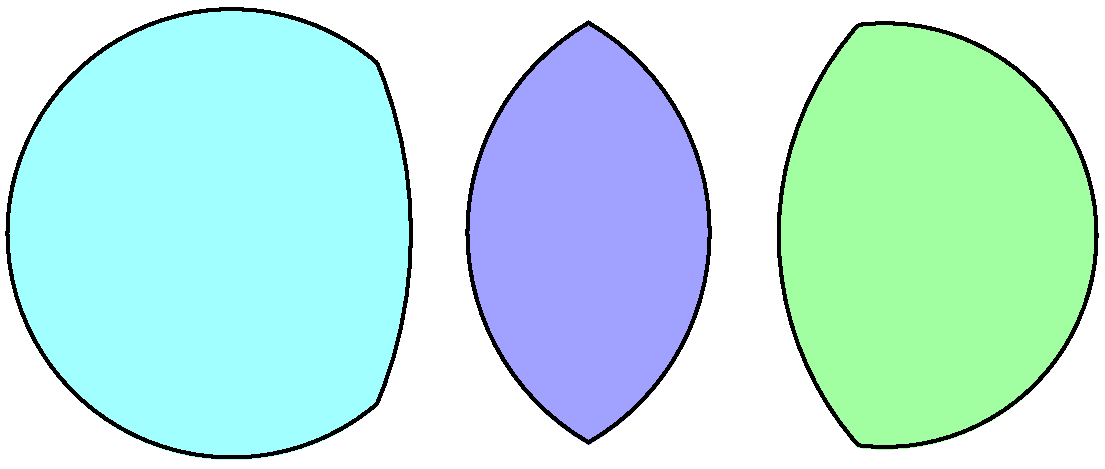
Esempi di lenti asimmetriche e simmetriche

Esempio di vesica piscis

Se i 2 archi di una lente hanno raggi uguali, la lente è simmetrica, altrimenti è asimmetrica.
La vesica piscis è un tipo particolare di lente simmetrica, formato dagli archi di 2 cerchi i cui centri giacciono ciascuno sull'arco opposto; tali archi si incontrano agli estremi tracciando 2 angoli di 120°.

## Area
L'area di una lente simmetrica può essere calcolata a partire dal raggio R dei 2 cerchi e dall'ampiezza degli archi θ in radianti secondo la seguente formula:
{\displaystyle A=R^{2}\left(\theta -\sin \theta \right).}
Questa formula si ottiene trovando l'area della semi-lente sottraendo all'area del settore circolare l'area del triangolo sotteso e moltiplicando il tutto per due.
L'area del settore circolare con angolo al centro pari a θ  è pari all'area del cerchio moltiplicata per la frazione data θ diviso l'angolo giro, in questo caso è espressa in radianti per poter semplificare il π:
{\displaystyle A_{s}=R^{2}\pi \left({\frac {\theta }{2\pi }}\right)={\frac {R^{2}\theta }{2}}}
L'area del triangolo è:
{\displaystyle A_{t}={\frac {R\cdot R\cdot \operatorname {sen} \theta }{2}}={\frac {R^{2}\operatorname {sen} \theta }{2}}}
L'area della semi-lente è la differenza tra le due:
{\displaystyle A_{l}=A_{s}-A_{t}={\frac {R^{2}\theta }{2}}-{\frac {R^{2}\operatorname {sen} \theta }{2}}={\frac {R^{2}}{2}}(\theta -\operatorname {sen} \theta )}
Moltiplicandola per 2 si ottiene l'area della lente simmetrica. 
In caso di lenti asimmetriche si dovranno calcolare singolarmente le due semi-lenti, definendo i reggi dei due cerchi con R e r e i rispettivi angoli al centro θ e μ la formula della lente diventa:
{\displaystyle A=A_{L}+A_{l}={\frac {R^{2}}{2}}(\theta -\operatorname {sen} \theta )+{\frac {r^{2}}{2}}(\mu -\operatorname {sen} \mu )}
Nel caso in cui sono noti i raggi r e R dei due cerchi e la distanza tra i centri dei d gli angoli θ e μ vengono ricavati grazie al teorema del coseno, questo teorema permette di trovare il coseno degli angoli di un triangolo qualsiasi conoscendo la lunghezza dei tre lati, nel nostro caso i vertici del triangolo preso in esame sono i due centri dei cerchi e uno dei due punti di incontro dei raggi in questo modo i suoi lati avranno lunghezza r, R e d. Gli angoli al centro di questo triangolo però non sono θ e μ ma θ/2 e μ/2 e le loro formule sono:
{\displaystyle {\frac {\theta }{2}}=\arccos \left({\frac {d^{2}+R^{2}-r^{2}}{2dR}}\right)}
{\displaystyle {\frac {\mu }{2}}=\arccos \left({\frac {d^{2}+r^{2}-R^{2}}{2dr}}\right)}
Raddoppiati gli angoli si utilizzerà la formula precedente per calcolare l'area

## Applicazioni
Una lente con una forma differente è parte della risposta al problema della signora Miniver, che richiede come bisecare l'area di un disco con un arco di un altro cerchio con un dato raggio; una delle due aree ottenute dalla bisezione del disco è una lente.
Le lenti sono usate per definire gli scheletri beta, grafi geometrici definiti su un insieme di punti collegando coppie di punti con un arco ogni volta che una lente determinata dai 2 punti è vuota.